# Western Australia
Western Australia [ˈwestən ɒˈstreɪliə] (deutsch Westaustralien, Abkürzung: WA) ist ein australischer Bundesstaat. Seine Hauptstadt ist Perth. Western Australia ist bis auf die Metropolregion Greater Perth Metropolitan Area sehr dünn besiedelt.

## Geographie

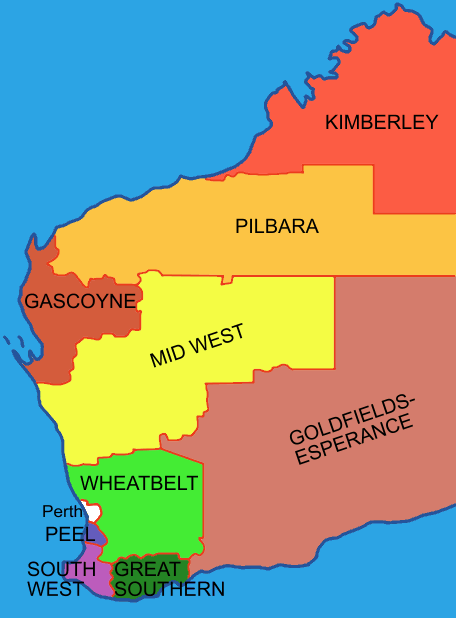
Regionen in Western Australia

Der Bundesstaat befindet sich auf dem australischen Kontinent westlich des Meridians 129°O.
Er gliedert sich von Norden nach Süden in das vielgestaltige Kimberleyplateau mit den Bungle Bungles, die Große Sandwüste, das Gebirge Hamersley Range (1235 Meter), den westlichen Teil der Großen Victoriawüste und die Nullarbor-Wüste. Landschaftlich dominierend sind die einförmigen Rumpfländer des Australischen Schildes. Es gibt aber auch interessante geologische Formationen wie den wellenförmigen Wave Rock, die China Wall bei Halls Creek oder die Pinnacles, freistehende Kalksteinsäulen (Limestone).
Western Australia lässt sich über die geologische Einteilung in zehn Regionen unterteilen: Perth mit Fremantle, Peel, South West, Great Southern, Goldfields-Esperance, Wheatbelt, Mid West, Gascoyne-Outback Coast, Pilbara und Kimberley. Die gesamte Landfläche von Westaustralien beträgt 2.529.880 km² und ist damit sieben Mal so groß wie Deutschland.
In der Gascoyne-Outback Coast Region von Western Australia findet man die Gruppe der ältesten Lebensformen, die bisher gefunden wurden, die Stromatolithen, die es seit fast 3,5 Milliarden Jahren gibt. Es handelt sich um einen der wenigen Orte, an denen sie noch existieren. Sie befinden sich bei Hamelin an der Shark Bay, die als UNESCO-Weltnaturerbe gelistet ist.

## Bevölkerung

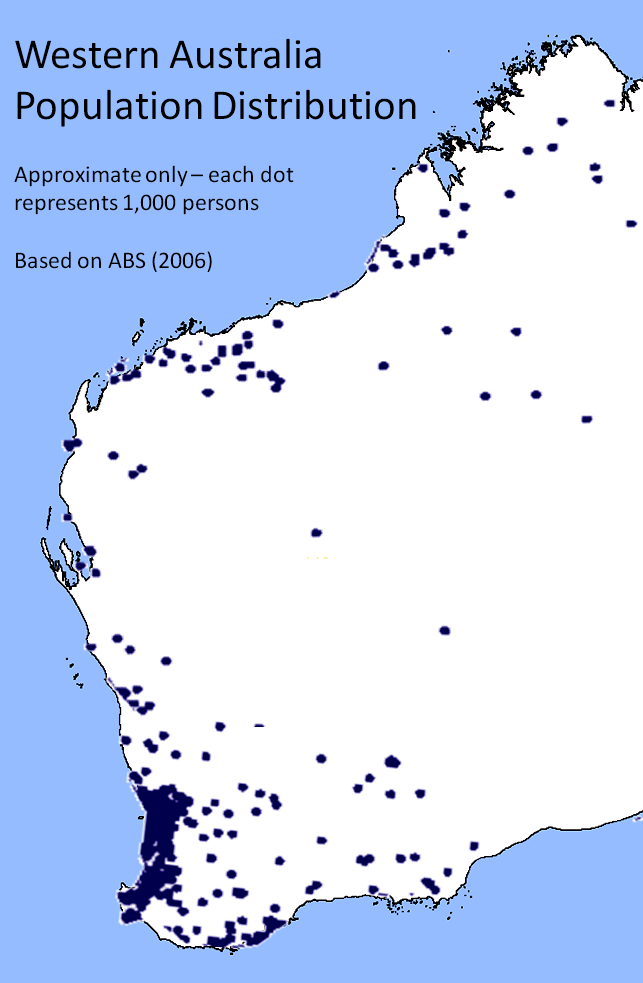
Bevölkerungsverteilung von Western Australia (1 Punkt = 1000 Einwohner)

Etwa 2,3 Millionen Einwohner Western Australias leben in der Metropolitan Area Perth mit Perth und Fremantle. Der größte Teil der restlichen 800.000 Einwohner konzentriert sich auf den relativ kleinen Teil um die Südwestspitze Australiens. Die zweitgrößte Stadt Western Australias ist Bunbury mit 64.000 Einwohnern (175 Kilometer südlich von Perth).
Bevölkerungsentwicklung
| Zensusjahr | Einwohnerzahl |
| ---------- | ------------- |
| 1996       | 1.705.949     |
| 2001       | 1.828.294     |
| 2006       | 1.959.085     |
| 2011       | 2.239.170     |
| 2016       | 2.474.410     |
| 2024       | 3.164.000     |

## Klima
Im Norden herrscht tropisch-heißes Monsunklima, im Südwesten warmgemäßigtes Winterregenklima, im Binnenland und im Südosten gibt es eine große Fläche mit sommerheißem und winterkühlem ariden Trockenklima. Der Sommer (von Dezember bis März) bringt im Norden starke Niederschläge und drückende Luftfeuchtigkeit, während im Landesinneren Temperaturen deutlich über 40 °C herrschen. Nur die Küste wird abends durch Meereswinde gekühlt, so auch Perth durch den sogenannten Fremantle Doctor. Perth genießt ein angenehmes Mittelmeerklima mit langen, heißen Sommermonaten (Dezember bis Februar) und milden, kühleren Wintermonaten (Juni bis August) und hat mit im Durchschnitt acht Stunden pro Tag mehr Sonnenscheindauer als jede andere australische Stadt.

## Wirtschaft

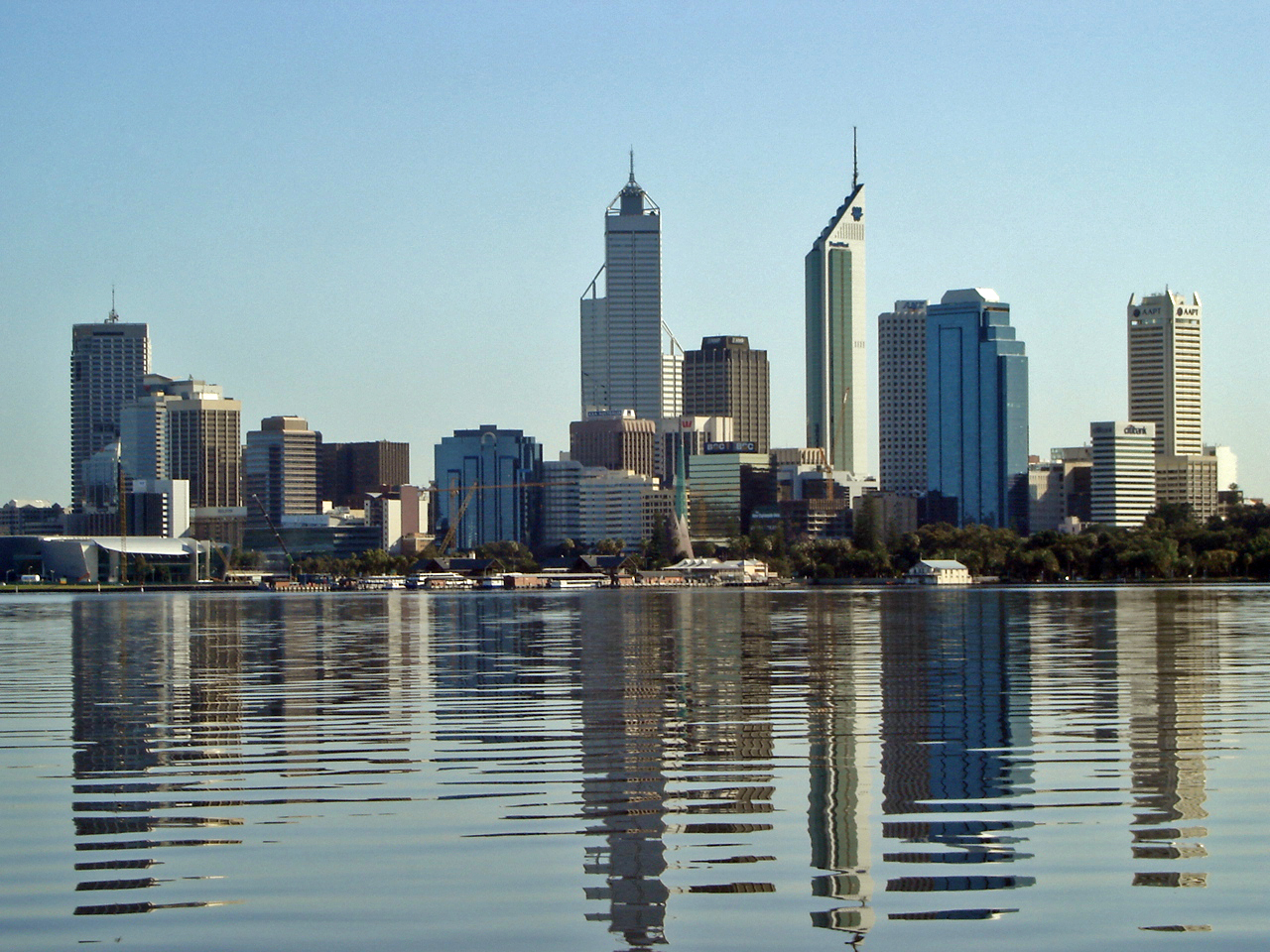
Perth, ein Großteil der Bevölkerung lebt in der Metropole

Hauptwirtschaftszweig des Bundesstaates ist der Bergbau bzw. das individuelle Schürfen nach Bodenschätzen. Über 90 Prozent der australischen Erzförderung stammt aus Westaustralien. Dies sind insbesondere Metallerze wie Eisenerz, Uran-, Nickel-, Zinnerz und Gold neben anderen Mineralien wie Bauxit oder Coltan. An Energierohstoffen wird Steinkohle, Erdöl und Erdgas gefördert, wobei seit 2009 die weltgrößte Gasverflüssigungsanlage im Gorgon-Gasprojekt entsteht, die ab dem Jahr 2014 acht Prozent der Weltproduktion an Flüssigerdgas liefern wird. Die Edelsteingewinnung bringt hauptsächlich Diamanten.
Weite Gebiete Western Australias sind wegen des trockenen und heißen Klimas nur als Weideland für Schafe nutzbar, andere Landwirtschaftsarten sind Rinder- und Schweinehaltung in Ackerbaugebieten sowie der Anbau von Obst, Getreide, Kartoffeln und Wein. Zwei Drittel der australischen Weizenproduktion stammen aus den westaustralischen Heartlands.
Die verarbeitende Industrie konzentriert sich im Raum Perth, rund 75 Prozent der Bevölkerung lebt dort, dies waren 1998 knapp 1,86 Millionen Menschen. Wegen der landschaftlichen Vielfalt und einer interessanten Flora und Fauna beginnt allmählich auch Tourismus eine gewisse Rolle zu spielen, zum Beispiel Rottnest Island oder die zahmen Delfine von Monkey Mia in der Shark Bay, oder auch das Tauchparadies am Ningaloo Reef. Auf den Lacepedeinseln befinden sich wichtige Brutgebiete von Seevögeln und Meeresschildkröten, die auch von Touristen besucht werden.

## Geschichte
Das Gebiet wurde vor etwa 40.000 Jahren von Aborigines besiedelt, zu denen die Noongar und die Spinifex People gehören.
Von Europäern wurde die Westküste erstmals 1616 von dem Niederländer Dirk Hartog bei Shark Bay erreicht. Bis zum Ende des 17. Jahrhunderts hatten andere Seefahrer (unter ihnen Abel Tasman und Willem de Vlamingh) im Auftrag der Niederländischen Ostindien-Kompanie dann den kompletten Küstenverlauf erkundet. Man konnte jedoch mit den angetroffenen Aborigines keinen Handel treiben und verlor das Interesse an diesem Gebiet.
Der erste inoffizielle Besiedlungsversuch wurde 1826 von den Briten in der Gegend des heutigen Albany unternommen. 1827 kehrte Captain James Stirling von einer Expedition zurück und berichtete dem britischen König viel positiver von der Gegend um den Swan River. Nicht zuletzt um Besiedlungsversuchen anderer Nationen zuvorzukommen, erhielt er den Auftrag zur Gründung einer neuen Kolonie.
Im April 1829 landete zunächst Captain Charles Fremantle mit seinem Schiff Challenger, im Mai dann auch Captain James Stirling mit seinem Schiff Parmelia an der Flussmündung. Sie gründeten dort die Swan River Kolonie, benannt nach den hier zahlreich vorkommenden schwarzen Schwänen. Später wurde daraus dann Western Australia. Dabei verdrängten sie die Ureinwohner, die Aborigines.

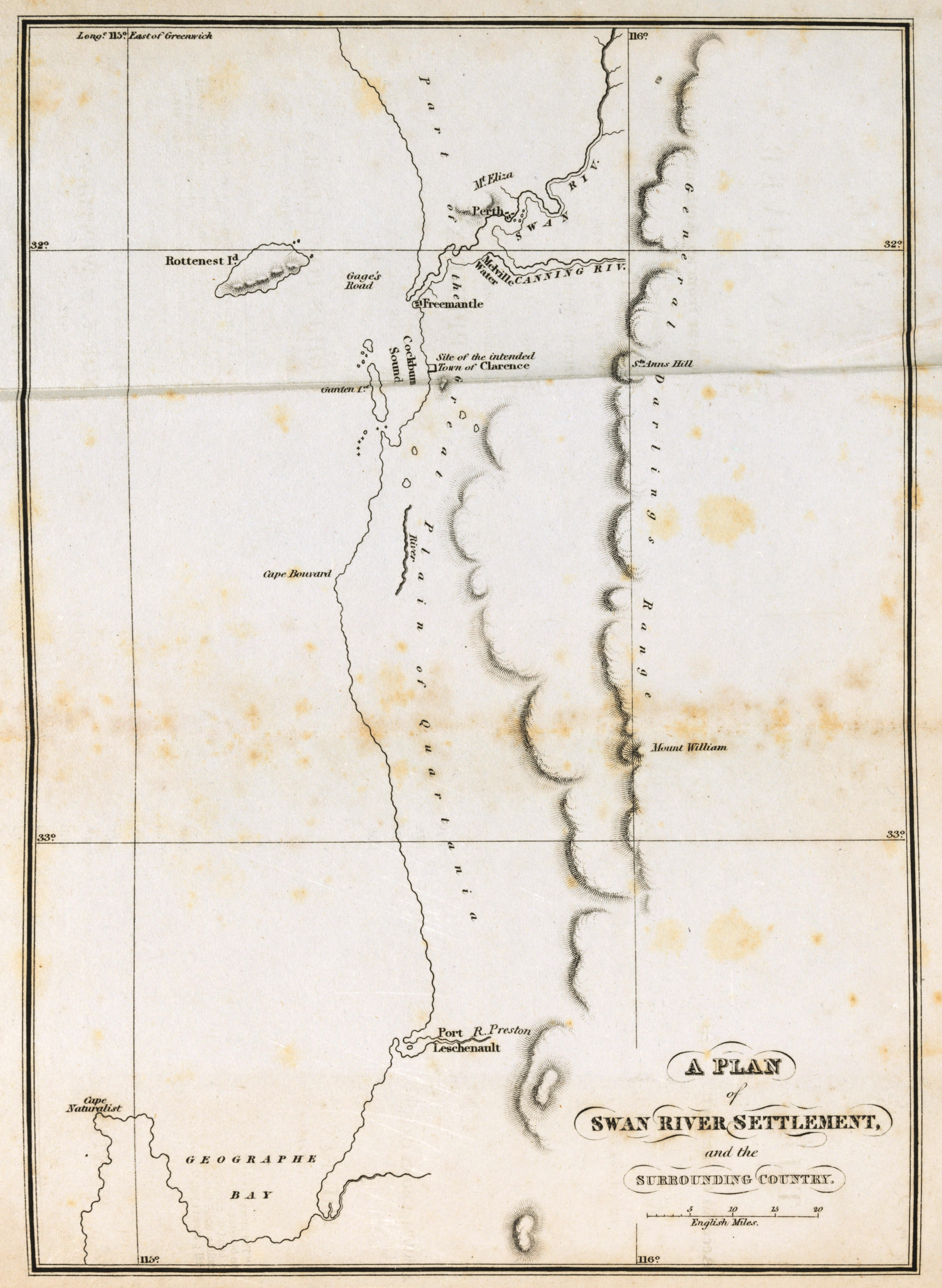
Karte der Swan-River-Siedlung mit umgebenden Land (1831)

Im Gegensatz zu den östlichen Kolonien Australiens erfolgte die Kolonisierung hier zunächst nach den theoretischen Vorstellungen des britischen Ökonomen Edward Gibbon Wakefield ohne Beteiligung von Strafgefangenen. Diese setzte Thomas Peel ohne den Einsatz von staatlichem Kapital um, was dazu führte, dass die Kolonisation zu scheitern drohte. Die fehlenden Arbeitskräfte und weitere wirtschaftliche Probleme führten dazu, dass in der Zeit zwischen 1850 und 1868 dann doch etwa 10.000 Sträflinge für den Bau von öffentlichen Einrichtungen eingesetzt wurden.
Als Keimzelle des späteren Western Australia dienten drei Ansiedlungen:
- der Hafen Fremantle direkt an der Flussmündung (benannt nach dem ersten Kapitän),
- der „Wohnort“ Perth etwa 20 Kilometer flussaufwärts an einer seeförmigen Ausweitung des Flusslaufs (benannt zu Ehren des Schwiegervaters von Captain Fremantle, Sir Charles Murray (Abgeordneter von Perth in Schottland)) und
- weitere 20 Kilometer flussaufwärts – soweit die Schiffe fahren konnten – dann noch Guildford (benannt nach dem Schwiegervater von Captain Stirling, der Abgeordneter von Guildford in Surrey war) als Tor zum fruchtbaren Swan Valley, das die Versorgung der Kolonie sicherstellen sollte. Captain James Stirling selbst wurde erster Gouverneur der neuen Kolonie.

Der mineralische Rohstoffreichtum in Westaustralien führte in den 1880er Jahren zur Gründung des Geological Survey of Western Australia. In den 1890er Jahren kam es zu dem Goldrausch von Coolgardie. Dieser Goldrausch zog zahlreiche Goldsucher in das dünnbesiedelte Western Australia und die Bevölkerung wuchs an. 1901 wurde Western Australia als Gründungsmitglied ein Bundesstaat des neugegründeten Australischen Bundes.
Nach dem Beitritt Westaustraliens zum Australischen Bund gab es erhebliche Unzufriedenheiten in Westaustralien mit der von der Bundesregierung betriebenen Zollpolitik. Die protektionistische Politik benachteiligte vor allem die Landwirtschaft in Westaustralien. Die Probleme wurden noch durch die Weltwirtschaftskrise ab 1929 verschärft und mündeten in eine massive Sezessionsbewegung in Westaustralien. In einem Referendum zur Sezession Westaustraliens 1933 sprach sich eine deutliche Mehrheit der Wähler für den Austritt aus dem Australischen Bund aus. Dieser fand jedoch nicht statt, da sowohl die australische Regierung, als auch die britische Regierung ihn ablehnten.
Nach dem Zweiten Weltkrieg kam die europäischstämmige Bevölkerung zu einem gewissen Wohlstand, während viele Aborigines auch heute noch in Reservaten in ärmlichen Verhältnissen leben.

## Universitäten
- Curtin University of Technology (CURTIN), Perth
- Edith Cowan University (ECU), Perth
- Murdoch University (MURDOCH), Perth
- University of Notre Dame Australia (UNDA), Fremantle
- University of Western Australia (UWA), Perth-Crawley